# Апостолов, Стоян
Стоян Иванов Апостолов (болг. Стоян Иванов Апостолов; род. 10 апреля 1946, Варна) — болгарский борец греко-римского стиля, призёр Олимпийских игр.

## Биография
Родился в 1946 году в селе Здравец общины Аврен Варненской области. В 1968 году принял участие в Олимпийских играх в Мехико, но наград не завоевал. В 1970 году принял участие в чемпионате Европы, но стал лишь 4-м. В 1971 году принял участие в чемпионате мира, однако опять достиг лишь 4-го места. В 1972 году он опять занял 4-е место чемпионата Европы, но зато сумел завоевать серебряную медаль Олимпийских игр в Мюнхене.